# The Defeated
The Defeated (originaltitel: Shadowplay) är en tysk-kanadensisk TV-serie från 2020, skapad av Måns Mårlind. Serien hade premiär den 30 oktober 2020 på ZDF och sändes första gången i Sverige på streamingtjänsten Viaplay den 13 december 2020.

## Handling
Serien handlar om hur Berlin såg ut år 1946 då kriget tog slut. Till staden anländer amerikanske Max McLaughlin för att bygga upp den tyska polisen, men även för att hitta sin försvunne bror. McLaughlin möts av en laglös stad full där kvinnorna tvingas ta ansvar för det lidande männen har orsakat. Bland ruinerna härjar våldtäktsmän, kriminella och hämnare fritt. Med hjälp av polisen Elsie Gartner börjar han följa ett spår av döda kroppar som leder till farliga upptäckter.

## Rollista
- Taylor Kitsch – Max McLaughlin
- Nina Hoss – Elsie Garten
- Logan Marshall-Green – Moritz McLaughlin
- Tuppence Middleton – Claire Franklin
- Michael C. Hall – Tom Franklin
- Sebastian Koch - Dr. Hermann Gladow
- Mala Emde – Karin Mann
- Maximilian Ehrenreich – Gad